# Jerry Goldsmith
Jerrald King Goldsmith (Los Angeles, 10. veljače 1929. – Beverly Hills, 21. srpnja 2004.) bio je slavni američki skladatelj filmske glazbe iz Los Angelesa. Bio je nominiran za osamnaest Oscara i dobio je pet nagrada Emmy.

## Filmska glazba
| 2003. g. - Looney Tunes: Back in Action - Timeline 2002. g. - Star Trek X: Nemesis - The Sum of All Fears 2001. g. - "Posljednji zamak" (The Last Castle) - Along Came a Spider 2000. g. - Hollow Man 1999. g. - "Trinaesti ratnik" (The 13th Warrior) - The Haunting - "Mumija" (The Mummy) 1998. g. - Star Trek IX: Insurrection - Small Soldiers - Mulan - U.S. Marshals - Deep Rising 1997. g. - The Edge - L.A. povjerljivo (L.A. Confidential) - Air Force One - Fierce Creatures 1996. g. - Star Trek VIII: First Contact - The Ghost and the Darkness - Chain Reaction - Executive Decision - City Hall 1995. g. - First Knight - Powder - Congo 1994. g. - The Shadow - I.Q. - Bad Girls - The River Wild - Angie 1993. g. - Bad Girls - The Vanishing - Six Degrees of Separation - Matinee - Rudy - Dennis the Menace - Malice 1992. g. - Medicine Man - Mom and Dad Save the World - Mr. Baseball - Love Field - Sirove strasti (Basic Instinct) - Zauvijek mlad (Forever Young) 1991. g. - Not Without my Daughter - Sleeping with the Enemy 1990. g. - Potpuni opoziv (Total Recall) - The Russia House - Gremlins II: The New Batch 1989. g. - Warlock - Criminal Law - Leviathan - Star Trek V: The Final Frontier 1988. g. - Rambo III - The 'Burbs - Rent-A-Cop - Alien Nation 1987. g. - Innerspace - Lionheart - Extreme Prejudice 1986. g. - Link - Hoosiers - Poltergeist II: The Other Side 1985. g. - Rambo: First Blood Part II (Rambo II) - Baby: Secret of the Lost Legend - Explorers - Legend - samo europska verzija - King Solomon's Mines (Quatermain) 1984. g. - Gremlins - Supergirl - Runaway - The Lonely Guy 1983. g. - Psycho II - Under Fire - Twilight Zone, The Movie 1982. g. - The Secret of N.I.M.H. - Night Crossing - The Challenge - First Blood (Rambo) - Poltergeist - Inchon 1981. g. - Masada - The Final Conflict - The Salamander - Raggedy Man - Outland | 1980. g. - Caboblanco 1979. g. - The Great Train Robbery - Osmi Putnik - Star Trek: The Motion Picture - Players 1978. g. - The Swarm - "Dječaci iz Brazila" (The Boys From Brazil) - Damien: Omen II - Magic - Coma - Capricorn One 1977. g. - Twilight's Last Gleaming - MacArthur - The Cassandra Crossing - Damnation Alley - Islands in the Stream - High Velocity 1976. g. - Breakheart Pass - The Omen - Loganov bijeg (Logan's Run) 1975. g. - The Terrorists - The Wind and the Lion - The Reincarnation of Peter Proud - Take a Hard Ride - Breakout 1974. g. - Chinatown - S.P.Y.S. 1973. g. - Shamus - One Little Indian - Papillon - Ace Eli and Roger of the Skies - The Don is Dead 1972. g. - The Other - The Man 1971. g. - The Wild Rovers (Missouri) - Escape From the Planet of The Apes - The Last Run - The Mephisto Waltz 1970. g. - The Ballad of Cable Hogue - Tora! Tora! Tora! - Patton - The Travelling Executioner 1969. g. - 100 Rifles - Justine - The Chairman - The Illustrated Man 1968. g. - Bandolero! - Sebastian - Planet of the Apes - The Detective 1967. g. - Warning Shot - In Like Flint - The Flim-Flam Man - Hour of the Gun 1966. g. - The Sand Pebbles - Stagecoach - Seconds - Our Man Flint - The Blue Max - The Trouble With Angels 1965. g. - The Agony and the Ecstasy - The Satan Bug - In Harm's Way - A Patch of Blue - Morituri - Von Ryan's Express 1964. g. - Shock Treatment - Fate is the Hunter - Rio Conchos - Seven Days in May 1963. g. - The Prize - The List of Adrian Messenger - Take Her, She's Mine - Lilies in the Field - The Stripper 1962. g. - The Spiral Road - Lonely Are the Brave - Freud - A Gathering of Eagles 1960. g. - Studs Lonigan 1959. g. - City of Fear - Face of a Fugitive 1957. g. - Black Patch |

## Nagrade i nominacije
Jerry Golsmith je s filmom Gremlini (eng. Gremlins) osvojio nagradu Saturn u kategoriji najbolja glazba.